# Cladonia ciliata
Cladonia ciliata Stirt. (1888), è una specie di lichene appartenente al genere Cladonia,  dell'ordine Lecanorales.
Il nome deriva dal latino ciliatus, provvisto di ciglia.

## Caratteristiche fisiche
Il tallo primario di questa specie si presenta crostoso all'aspetto, e spesso non è presente. I podezi spesso si ramificano solo dicotomicamente, cioè a due ramificazioni alla volta, diversamente da altre specie quali la C. arbuscula, la C. mitis e la C. rangiferina, ed entrambe la ramificazioni sono rivolte dalla stessa parte. La var. tenuis ha il tallo di colore grigio, mentre la var. ciliata lo presenta di colore verde.

## Habitat
Specie che ricerca una moderata umidità, è presente in pianura e in collina, si sviluppa sul terreno in estesi tappeti e su muschi in terreni arbustivi. Nelle regioni a clima oceanico, la var. tenuis, è più diffusa della var. ciliata.

## Località di ritrovamento
La specie è stata ritrovata finora nelle seguenti località:
Canada (Columbia Britannica), Germania (Meclemburgo, Sassonia-Anhalt, Renania-Palatinato, Bassa Sassonia, Baden-Württemberg, Baviera, Berlino, Essen, Schleswig-Holstein, Turingia), Spagna (Castiglia e León), Marocco, Repubblica Ceca, Irlanda, Isole Svalbard, Cile, Austria, Lituania, Norvegia, Svezia, Danimarca, Portogallo, Cina (Yunnan), Romania, Ungheria, Groenlandia, Regno Unito, Thailandia.
In Italia è presente, anche se molto rara, in tutto il Trentino-Alto Adige, nella parte settentrionale ed occidentale del Veneto, in tutto l'arco ligure, in Toscana, in Calabria e in Sicilia.

## Tassonomia

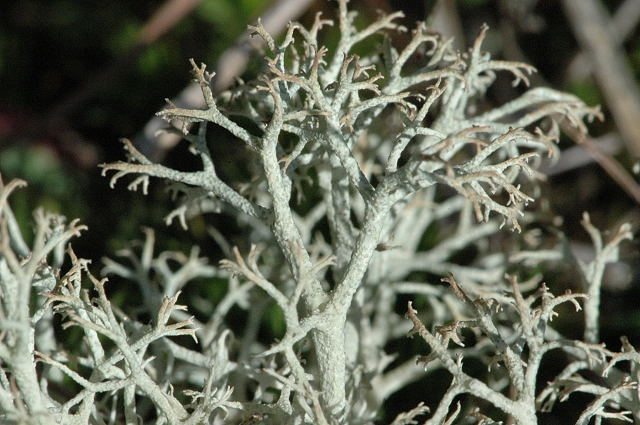
Cladonia ciliata

Questa specie secondo alcuni autori è da riferire alla sezione Cladina, più conosciuti come licheni delle renne, secondo altri alla sezione Tenues e presenta le seguenti forme, sottospecie e varietà (al 2008):
- Cladonia ciliata f. ciliata Stirt. (1888).
- Cladonia ciliata f. flavicans (Flörke) Ahti & DePriest (2001), (= Cladonia ciliata var. tenuis).
- Cladonia ciliata var. ciliata Stirt. (1888).
- Cladonia ciliata var. tenuis (Flörke) Ahti (1977).
- Cladonia ciliata var. tenuis (Flörke) Nimis (1993).